# Levansucrasi
La levansucrasi è un enzima appartenente alla classe delle transferasi, che catalizza la seguente reazione:
saccarosio + (2,6-β-D-fruttosile)n ⇄ glucosio + (2,6-β-D-fruttosile)n+1
Anche alcuni altri zuccheri possono agire come accettori del D-fruttosile.